# Rancho Guadalupe, Querétaro Arteaga
Rancho Guadalupe är en ort i Mexiko.   Den ligger i kommunen Cadereyta de Montes och delstaten Querétaro Arteaga, i den centrala delen av landet, 170 km norr om huvudstaden Mexico City. Rancho Guadalupe ligger 2 392 meter över havet och antalet invånare är 151.
Terrängen runt Rancho Guadalupe är bergig söderut, men norrut är den kuperad. Runt Rancho Guadalupe är det ganska glesbefolkat, med 39 invånare per kvadratkilometer. Närmaste större samhälle är Canoas, 2,6 km norr om Rancho Guadalupe. I omgivningarna runt Rancho Guadalupe växer huvudsakligen savannskog.